# Walerian Pańko

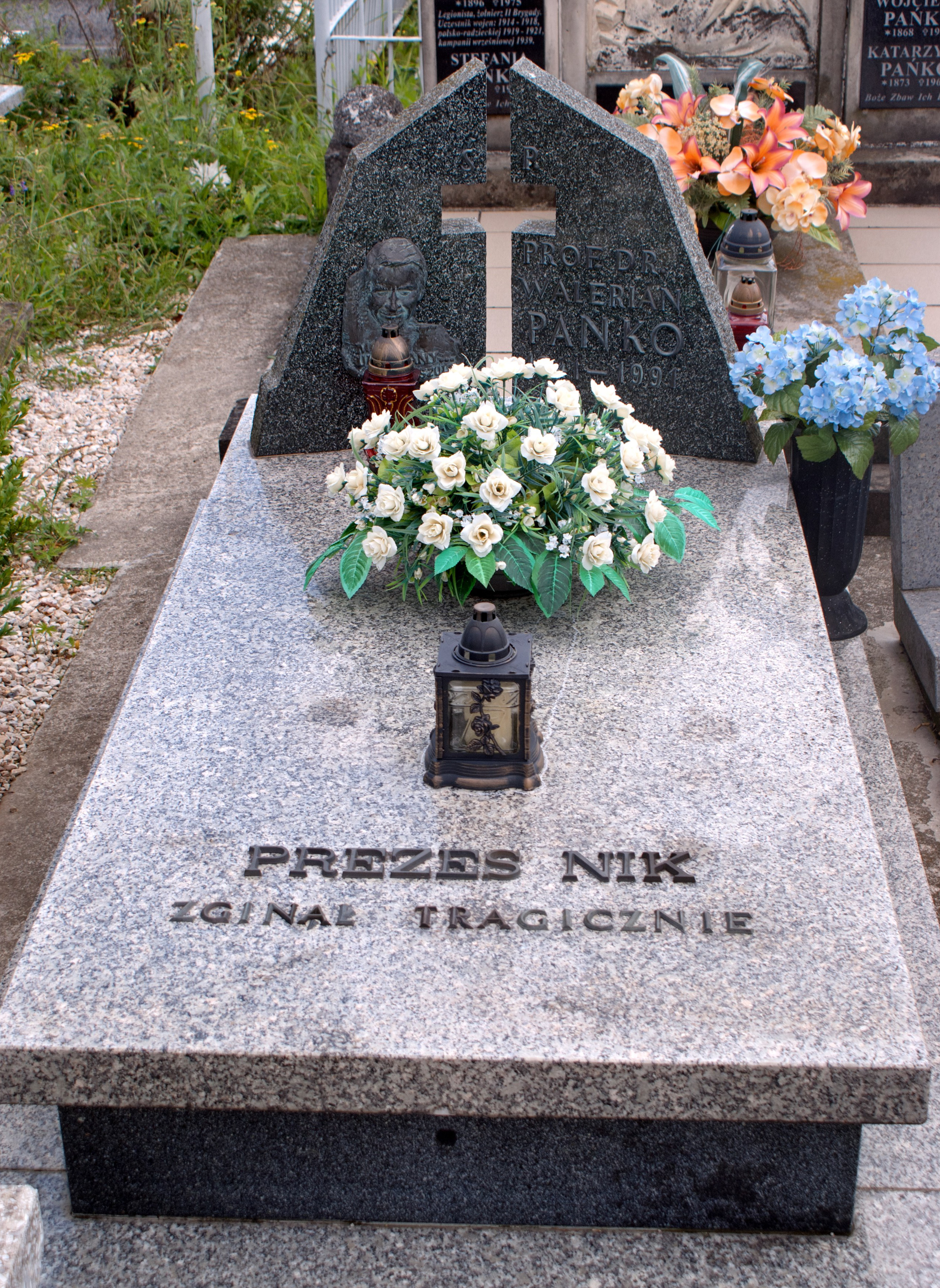
Nagrobek Waleriana Pańki na cmentarzu w Jasionowie

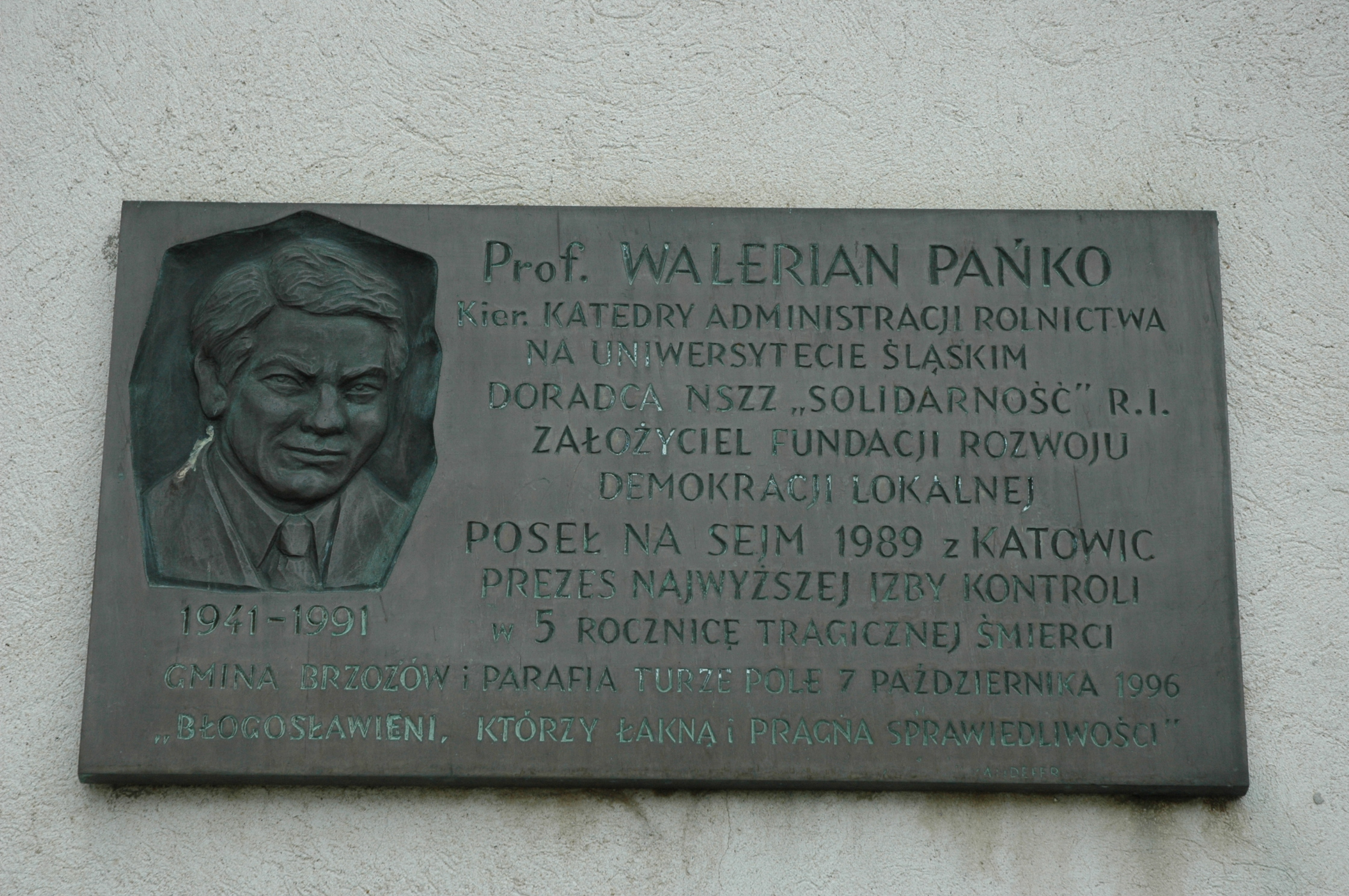
Tablica upamiętniająca Waleriana Pańkę w kościele parafialnym w Turzym Polu

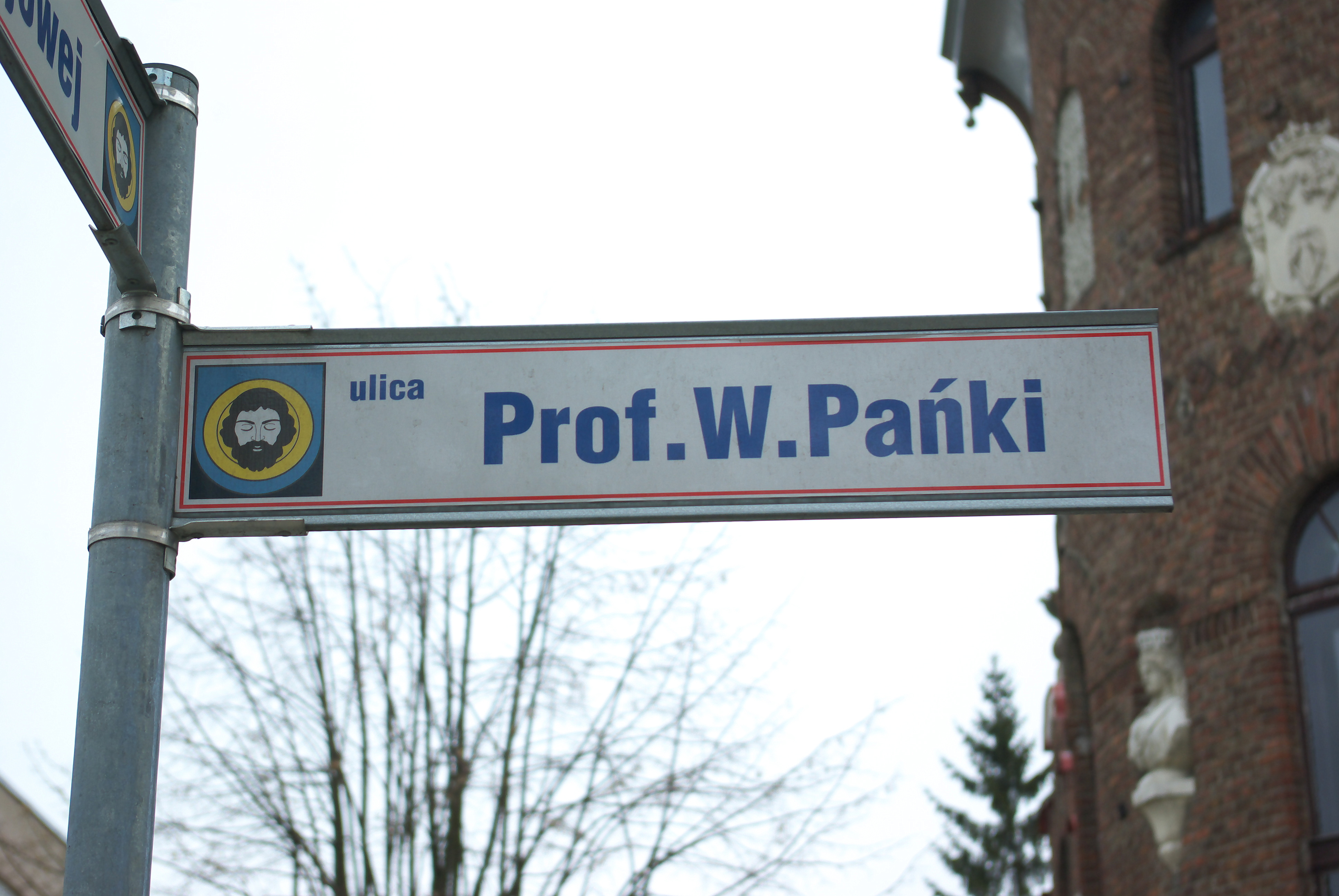
Ulica Waleriana Pańki w Brzozowie

Walerian Janusz Pańko (ur. 8 października 1941 w Turzym Polu, zm. 7 października 1991 w Radomsku) – polski prawnik, profesor nauk prawnych, nauczyciel akademicki. Działacz opozycji demokratycznej w okresie PRL, poseł na Sejm X kadencji, w 1991 prezes Najwyższej Izby Kontroli.

## Życiorys
Najmłodszy syn Teodora, żołnierza Legionów Polskich i robotnika w kopalni ropy naftowej, oraz Stefanii, rolniczki; miał sześcioro rodzeństwa. Uczęszczał do szkoły podstawowej w rodzinnym Turzym Polu (1947–1955), następnie do Liceum Ogólnokształcącego w Brzozowie (1955–1959). W latach 1959–1964 studiował prawo na Wydziale Prawa Uniwersytetu Wrocławskiego. Od 1963 był członkiem PZPR. Po ukończeniu studiów podjął pracę na macierzystej uczelni; został wówczas asystentem w Katedrze Prawa Rolnego, którą w tym czasie kierował profesor Andrzej Stelmachowski. W 1971 uzyskał stopień naukowy doktora na podstawie pracy pt. Dzierżawa gruntów rolnych w aspekcie ekonomiczno-prawnym. Od 1 października 1974 pozostawał związany z Uniwersytetem Śląskim w Katowicach, kierował Zakładem Administracji Rolnictwa i Gospodarki Przestrzennej na Wydziale Prawa i Administracji tej uczelni. W 1978 otrzymał stopień doktora habilitowanego na podstawie rozprawy zatytułowanej Własność gruntowa w planowej gospodarce przestrzennej. W 1989 uzyskał tytuł profesora nauk prawnych. Specjalizował się w prawie rolnym oraz zagadnieniach prawnych związanych z gospodarką przestrzenną. Był autorem kilkudziesięciu publikacji naukowych, a także członkiem kilku komitetów i komisji Polskiej Akademii Nauk.
W październiku 1980 został członkiem „Solidarności”. W latach 1980–1981 pełnił funkcję doradcy „Solidarności” i „Solidarności” Rolników Indywidualnych podczas strajków chłopskich w Rzeszowie i Ustrzykach Dolnych (był współautorem porozumień rzeszowsko-ustrzyckich). Organizował Sieć Organizacji Zakładowych „Solidarności” Wiodących Zakładów Pracy Śląska. Przewodniczył zespołowi rolnemu Społecznej Rady Legislacyjnej. Po wprowadzeniu stanu wojennego był internowany w okresie od 13 grudnia 1981 do 16 stycznia 1982. Protestując przeciw działaniom władz komunistycznych, w lutym 1982 wystąpił z PZPR. Był uczestnikiem prac Centrum Obywatelskich Inicjatyw Ustawodawczych Solidarności.
Jako reprezentant strony opozycyjnej brał udział w obradach Okrągłego Stołu. W 1989 z ramienia Komitetu Obywatelskiego uzyskał mandat posła na Sejm kontraktowy, w którym objął przewodnictwo Komisji Samorządu Terytorialnego. Był współzałożycielem i wiceprezesem Fundacji Rozwoju Demokracji Lokalnej. 23 maja 1991 został wybrany przez Sejm RP na prezesa Najwyższej Izby Kontroli (w głosowaniu uzyskał 203 głosy, a jego kontrkandydat Wiesław Woda z PSL – 126). W swoim ostatnim wywiadzie, przeprowadzonym dla tygodnika „Tak i Nie”, powiedział m.in. o swojej pracy prezesa NIK:

Charakter pracy daleko odbiega od moich cech psychofizycznych. Zdaję sobie sprawę, że przyjęcie nominacji było koniecznością w nowym układzie politycznym Sejmu i Senatu. Nie ma o czym mówić. Jestem i staram się wywiązywać ze swoich zadań jak najlepiej. Mam nadzieję, że kiedyś będzie inaczej, a i moja cegiełka dołożona do porządkowania Polski będzie się liczyć.

6 października 1991 wystąpił w programie telewizyjnym 100 pytań do.... Rankiem następnego dnia, podczas podróży na dyżur poselski w okręgu wyborczym Katowice-Mysłowice, odniósł obrażenia w wypadku drogowym. Do zdarzenia doszło w miejscowości Słostowice na trasie szybkiego ruchu Warszawa-Katowice (E75), gdy rządowa lancia, którą podróżował Walerian Pańko, zmieniając tor jazdy, przejechała pas zieleni, wjechała na jezdnię dla ruchu w przeciwnym kierunku i zderzyła się z nadjeżdżającym z naprzeciwka samochodem BMW. Walerian Pańko zmarł po przewiezieniu do szpitala w Radomsku. W wyniku wypadku śmierć ponieśli także podróżujący lancią dyrektor Biura Informacji Kancelarii Sejmu Janusz Zaporowski oraz pasażer BMW, zaś ranni zostali jadąca z mężem Urszula Pańko, którą przewieziono do szpitala, oraz kierowca BMW (obrażeń nie odniósł kierowca lancii).
11 października 1991 Walerian Pańko został pochowany na cmentarzu w Jasionowie po mszy św. w miejscowym kościele parafialnym. Mszę pogrzebową odprawił ordynariusz diecezji przemyskiej arcybiskup Ignacy Tokarczuk.

## Badanie okoliczności śmierci
Tuż po zdarzeniu prowadzący lancię funkcjonariusz Biura Ochrony Rządu zasugerował, że podczas manewru wyprzedzania ciężarówki, kierowane przez niego auto zostało potrącone przez inny pojazd, powodując przemieszczenie samochodu rządowego. Prowadzący postępowanie prokurator wojewódzki z Piotrkowa Trybunalskiego Wojciech Długosz jako prawdopodobną przyjął wersję, według której powodem była zbyt szybka i nieostrożna jazda kierowcy lancii oraz nieopanowanie pojazdu. W celu wykonania ekspertyzy została powołana grupa z Centralnego Laboratorium Kryminalistycznego Policji, która wykluczyła zarówno wybuch w samochodzie, jak również uprzednie uszkodzenie jego elementów jako przyczyny wypadku.
Okoliczności śmierci Waleriana Pańki i dalsze wydarzenia budziły pewne wątpliwości podnoszone m.in. przez jego żonę. Dotyczyły w szczególności zeznań świadków, w których pojawił się motyw wybuchu mającego rzekomo poprzedzać zderzenie pojazdów, oraz prowadzonego przez NIK w tym czasie postępowania dotyczącego tzw. afery FOZZ (Walerian Pańko poniósł śmierć na cztery dni przed przedstawieniem Sejmowi RP wyników kontroli związanej z aferą FOZZ). Śledztwo nie potwierdziło tych wersji. Na podstawie m.in. opinii biegłych ustalono, że przyczyną wypadku było nieprawidłowe wykonanie przez kierowcę wiozącego prezesa NIK manewru skrętu w lewo przy nadmiernej prędkości. Kierowca rządowej lancii został prawomocnie skazany na karę pozbawienia wolności z warunkowym zawieszeniem jej wykonania, a następnie ułaskawiony decyzją prezydenta Aleksandra Kwaśniewskiego.

## Wybrane publikacje
- Dzierżawa gruntów rolnych, PWN, Łódź 1975.
- O prawie własności i jego współczesnych funkcjach, Wyd. UŚ, Katowice 1984.
- Własność gruntowa w planowej gospodarce przestrzennej. Studium prawne, Wyd. UŚ, Katowice 1978.
- Wybór pory wyborów. Felietony z lat 1990–1991, Wydawnictwo Sejmowe, Warszawa 2001.

## Odznaczenia, wyróżnienia, upamiętnienie
W 1978 otrzymał Złoty Krzyż Zasługi. Tuż po śmierci, w uznaniu wybitnych zasług w działalności państwowej, został pośmiertnie odznaczony Krzyżem Komandorskim Orderu Odrodzenia Polski przez prezydenta Lecha Wałęsę na wniosek marszałka Sejmu RP Mikołaja Kozakiewicza. Kilkanaście lat później, postanowieniem prezydenta Lecha Kaczyńskiego z 11 lutego 2009 został uhonorowany pośmiertnie tym samym odznaczeniem, za wybitne osiągnięcia w podejmowaniu działań z zakresu kontroli państwowej i umacnianie praworządności, za zasługi w działalności na rzecz przemian demokratycznych w Polsce. W 2015 został pośmiertnie odznaczony Odznaką Honorową za Zasługi dla Samorządu Terytorialnego.
W 2009 pośmiertnie otrzymał tytuł honorowego obywatelstwa Brzozowa. W piątą rocznicę śmierci w kościele parafialnym Miłosierdzia Bożego w Turzym Polu odsłonięto tablicę pamiątkową poświęconą Walerianowi Pańce, zaś w Brzozowie dla dotychczasowej ulicy Szkolnej, wiodącej obok macierzystego liceum profesora, przyjęto patronat jego imienia. Ponadto w Turzym Polu patronat jego imienia przyjęły placówki edukacyjne: szkoła podstawowa i następnie zespół szkół, a w 2011 gimnazjum. W Katowicach powstał Ośrodek Kształcenia Samorządu Terytorialnego im. Waleriana Pańki, w budynku którego umieszczono tablicę upamiętniającą profesora. W 2018 pośmiertnie odznaczony Krzyżem Wolności i Solidarności.